# Hu Lanqi
 (mars 2025).
La mise en forme du texte ne suit pas les recommandations de Wikipédia : il faut le « wikifier ».
Les points d'amélioration suivants sont les cas les plus fréquents. Le détail des points à revoir est peut-être précisé sur la page de discussion.
- Les titres sont pré-formatés par le logiciel. Ils ne sont ni en capitales, ni en gras.
- Le texte ne doit pas être écrit en capitales (les noms de famille non plus), ni en gras, ni en italique, ni en « petit »…
- Le gras n'est utilisé que pour surligner le titre de l'article dans l'introduction, une seule fois.
- L'italique est rarement utilisé : mots en langue étrangère, titres d'œuvres, noms de bateaux, etc.
- Les citations ne sont pas en italique mais en corps de texte normal. Elles sont entourées par des guillemets français : « et ».
- Les listes à puces sont à éviter, des paragraphes rédigés étant largement préférés. Les tableaux sont à réserver à la présentation de données structurées (résultats, etc.).
- Les appels de note de bas de page (petits chiffres en exposant, introduits par l'outil «  Source ») sont à placer entre la fin de phrase et le point final[comme ça].
- Les liens internes (vers d'autres articles de Wikipédia) sont à choisir avec parcimonie. Créez des liens vers des articles approfondissant le sujet. Les termes génériques sans rapport avec le sujet sont à éviter, ainsi que les répétitions de liens vers un même terme.
- Les liens externes sont à placer uniquement dans une section « Liens externes », à la fin de l'article. Ces liens sont à choisir avec parcimonie suivant les règles définies. Si un lien sert de source à l'article, son insertion dans le texte est à faire par les notes de bas de page.
- La présentation des références doit suivre les conventions bibliographiques. Il est recommandé d'utiliser les modèles {{Ouvrage}}, {{Chapitre}}, {{Article}}, {{Lien web}} et/ou {{Bibliographie}}. Le mode d'édition visuel peut mettre en forme automatiquement les références.
- Insérer une infobox (cadre d'informations à droite) n'est pas obligatoire pour parachever la mise en page.

Pour une aide détaillée, merci de consulter Aide:Wikification.
Si vous pensez que ces points ont été résolus, vous pouvez retirer ce bandeau et améliorer la mise en forme d'un autre article.
Hu Lanqi (également orthographié Hu Lanxi, chinois : 胡兰畦 ; chinois traditionnel : 胡蘭畦 ; pinyin : Hú Lánqí ; Wade : Hu Lan-ch'i ; née en 1901 et morte le 13 décembre 1994) est une écrivaine et cheffe militaire chinoise. Elle rejoint l'Armée nationale révolutionnaire en 1927 et la branche chinoise du Parti communiste allemand en 1930. Emprisonnée par l'Allemagne nazie en 1933, elle écrit un mémoire influent sur son expérience, pour lequel Maxime Gorki l'invite à le rencontrer à Moscou. Après le déclenchement de la deuxième guerre sino-japonaise en 1937, elle organise une équipe de femmes soldats pour résister à l'invasion japonaise et devient la première femme à recevoir le grade de général de division de la république de Chine. Soutien des communistes pendant la guerre civile chinoise, elle est persécutée lors des campagnes politiques de Mao Zedong après la victoire communiste en Chine continentale. Elle survit à la Révolution culturelle, bénéficie d'une réhabilitation politique et publie ses mémoires dans les années 1980.
Mariée et divorcée deux fois, elle a rejeté une proposition de mariage du seigneur de guerre du Sichuan Yang Sen et s'est fiancée à Chen Yi, le leader communiste chinois qui deviendra l'un des dix maréchaux de Chine et occupera le poste de ministre des Affaires étrangères, mais ils ne se sont jamais mariés.

## Origine et premières années
Hu Lanqi nait en 1901 dans une famille aisée de Chengdu, au Sichuan, pendant la fin tumultueuse de la dynastie Qing. Son père Hu Qingyun (胡卿云) est un descendant du célèbre général de la dynastie Ming Hu Dahai. Hu Qingyun a refusé de servir l'empire mandchou Qing, qui avait conquis les Ming. Une fois son diplôme d'études secondaires obtenu, en 1920, ses parents arrangent son mariage avec un cousin homme d'affaires mais elle se rebelle rapidement contre ce mariage arrangé et divorce de son mari, ce qui était très controversé à l'époque.
En 1921, Hu Lanqi se rend dans le sud du Sichuan, à Luzhou, auprès du seigneur de guerre progressiste Yang Sen pour enseigner à l'école primaire de l'École normale du Sud Sichuan et étudier au collège. Elle apprend à lire à deux des cinq épouses de Yang Sen ( la polygamie étant légale à l'époque) et se lie d'amitié avec une autre mais elle refuse avec colère de devenir sa sixième épouse lorsque Yang Sen lui propose le mariage. L'écrivain Mao Dun qui entend parler de son histoire par un ami commun, s'inspire de la vie de Hu Lanqi de 1920 à 1924 pour créer la célèbre héroïne de son  roman Arc-en-ciel publié en 1929.
Durant son séjour à Luzhou, elle se lie d'amitié avec Chen Yi qui travaille comme rédacteur au journal progressiste Xin Shu Bao (新蜀报, « Nouveau journal du Sichuan »), basé à proximité de Chongqing.
Au printemps 1925, elle épouse le jeune officier Chen Mengyun (陈梦云), qui, à son insu, était déjà marié à une tongyangxi .

## Expédition dans le Nord
Au printemps 1926, Hu Lanqi va à Guangzhou travailler pour He Xiangning, ministre des Affaires féminines du gouvernement du Kuomintang (KMT). L'année suivante, elle s'inscrit à l'Académie militaire de Whampoa à Wuhan et s'enrôle dans l'Armée nationale révolutionnaire du KMT à l'époque de l'expédition du Nord contre les seigneurs de la guerre chinois,.
Elle fait partie du petit nombre de femmes recrues avec Xie Bingying et Zhao Yiman. Après un premier succès, le leader du KMT  Tchang Kaï-chek se retourne contre les communistes jusqu'alors alliés au KMT et déclenche le massacre de Shanghai en avril 1927. L'aile gauche du KMT, basée à Wuhan et favorable aux communistes, capitule devant l'aile droite menée par Tchang Kaï-chek. Hu Lanqi est démise de ses fonctions lors de la dissolution de l'académie militaire en juillet 1927.  Au lieu de rentrer chez elle, elle continue à travailler pour He Xiangning, leader de l'aile gauche du KMT,  et l'aide à syndiquer les ouvrières. Elle rompt avec son deuxième mari dont les opinions politiques différent des siennes.

## Exil en Europe

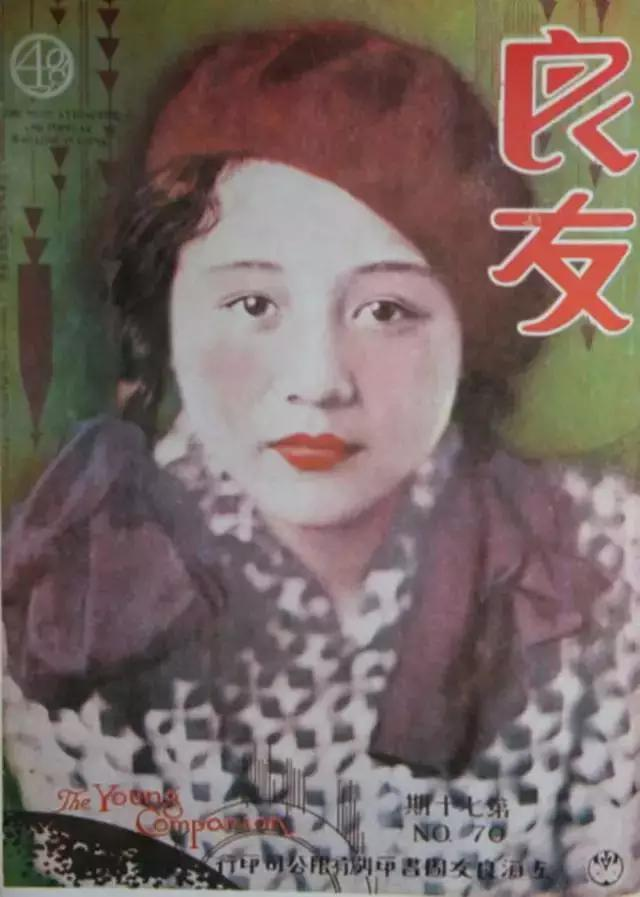
Hu Lanqi sur la couverture de ' en 1932.

Désormais sur la liste noire du KMT, Hu Lanqi quitte la Chine pour l'Europe en 1928. Elle partage brièvement un appartement avec He Xiangning à Berlin et grâce à l'introduction du fils de cette dernière, Liao Chengzhi, et celle de Cheng Fangwu, elle rejoint le groupe de langue chinoise du Parti communiste allemand. He Xiangning présente également Hu  Lanqi à Song Chingling, la veuve du président Sun Yat-sen. Hu Lanqi accompagne celle-ci en Chine pour assister aux funérailles de sa mère en juillet 1931 puis rentre en Allemagne. 
En 1932, son portrait apparaît en couverture du magazine populaire The Young Companion.
En décembre 1932, Hu est brièvement arrêtée par la police allemande pour avoir participé à une manifestation contre l'invasion japonaise de la Mandchourie. Deux mois plus tard, à la suite de la Machtergreifung nazie, Adolf Hitler supprime le Parti communiste allemand et jette des milliers de membres du parti en prison . Hu Lanqi est arrêtée et emprisonnée pendant trois mois. Lorsque la nouvelle parvint en Chine, Song Chingling et l'écrivain Lu Xun adressèrent une pétition officielle au consulat allemand à Shanghai et obtiennent sa libération. Elle est alors déportée en France et s'installe en Angleterre peu de temps après .
En 1934, elle commence à écrire Dans une prison pour femmes allemandes, où elle raconte son expérience en prison en compagnie de prisonniers politiques et de petits criminels. Le journal français Le Monde publie des extraits de son livre qui est rapidement traduit en anglais, en allemand, en russe, en espagnol et en chinois, et la rend célèbre,. À l'été 1934,  Maxime Gorki l'invite à assister au premier congrès des écrivains russes et la recommande,. Les dirigeants communistes chinois Li Lisan et Kang Sheng qu'elle rencontre à Moscou lui demandent d'aller à Hong Kong servir d'agent de liaison entre les dirigeants de gauche du KMT et les communistes.

## Guerre sino-japonaise
Hu Lanqi fait ainsi un court séjour à Hong Kong où elle rencontre  Li Jishen, un leader mécontent du KMT. Elle est déjà à Shanghai lorsque les Japonais lancent une attaque tous azimuts sur la ville en août 1937, au début de la deuxième guerre sino-japonaise. En septembre, elle organise le « Corps des femmes du service militaire de Shanghai[à vérifier] » pour soutenir la 18e armée du KMT,.
Lorsque Shanghai tombe aux mains des Japonais, Hu Lanqi et ses femmes soldats se retirent à l'intérieur des terres avec des centaines de milliers de soldats et de réfugiés. Il leur faut de nombreuses nuits de marche épuisante pour atteindre Wuhan. Le Corps de femmes organisé par Hu Lanqi à Shanghai  devient célèbre en Chine par les comptes rendus écrits qu'elle donne au reporter de guerre Fan Changjiang (en) qui les diffuse largement. Elle est la première femme chinoise à se voir décerner le grade de général de division par la Commission militaire centrale de la République de Chine.
Fin 1937, elle emmène son unité à Nanchang où elle retrouve son vieil ami Chen Yi devenu l'un des principaux commandants de la Nouvelle Quatrième armée communiste. Selon son propre récit, ils tombent amoureux et se fiancent. Elle aurait voulu que son unité rejoigne l'armée communiste plutôt que l'armée du KMT mais le commandant de la Nouvelle Quatrième armée, Xiang Ying, rejette cette idée de crainte de problèmes avec la direction du KMT.
Hu Lanqi n'est pas témoin des pires atrocités de la guerre, comme le massacre de Nanjing, mais elle est présente lorsque les soldats du KMT en retraite incendient la ville de Changsha. Elle cite dans ses rapports les nombreux soldats et civils morts et mourants qu'elle a rencontrés. Son unité est fréquemment attaquée par des bombardements japonais.
Son unité est dissoute en 1942 et elle est envoyée au Jiangxi récupérer des terres agricoles abandonnées où les orphelins de guerre vont pouvoir travailler, se nourrir et recevoir une éducation. Juste avant la capitulation du Japon, sa communauté est menacée par une dernière attaque japonaise en juillet 1945 dans le Jiangxi.

## Guerre civile
La guerre civile chinoise commence avec la rupture du deuxième front uni entre le KMT et les communistes. Hu Lanqi, qui travaille à nouveau sous les ordre de Li Jishen, persuade certains commandants du KMT commanders de passer du coté communiste. Yang Sen, alors gouverneur du Guizhou, l'engage comme rédactrice en chef du  Guizhou Daily (en). Yang Sen qui a commandé des attaques contre les communistes par le passé ne se laisse pas convaincre d'abandonner son support à Tchang Kaï-chek et il se retirera finalement à Taiwan en 1949.

## République populaire de Chine
En 1949, Hu Lanqi est à Shanghai avec ses amis communistes à l'époque de la proclamation de la république populaire de Chine. Elle célèbre l'entrée de l'Armée populaire de libération à Shanghai. Son fiancé Chen Yi, qu'elle n'avait pas vu depuis 1937, est nommé premier maire de Shanghai sous le nouveau régime. Cependant, lorsqu'elle essaie de le contacter, elle apprend qu'il est déjà marié et ne veut pas la rencontrer. Déçue, elle aide des amis bouddhistes à ouvrir un restaurant végétarien à Shanghai puis déménage à Pékin où un ancien ami de ses années européennes l'aide à obtenir un emploi de comptable dans une université.
Après quelques années relativement calmes, elle est accusée de détournement de fonds lors de la campagne des Trois Anti en 1952. Pendant  la campagne anti-droitière de 1957, elle est dénoncée comme « droitière » et expulsée du Parti communiste comme de nombreux autres militants politiques. Pendant la révolution culturelle qui commence en 1966 elle est sauvagement battue par les gardes rouges.
Elle est débarrassée de son étiquette « droitière » dès 1974 alors que la révolution culturelle touche à sa fin. Certains de ses amis occupant des postes élevés ayant survécu aux troubles assurent sa réhabilitation politique . Elle est autorisée à prendre sa retraite de l'université en 1975 et retourne dans sa ville natale, Chengdu. Son adhésion au parti n'est rétablie qu'en 1987. 
À Chengdu, elle rencontre l'épouse abandonnée de Huang Jilu (黃季陸), un ministre du gouvernement du Kuomintang qui s'est enfui à Taiwan. Constatant la misère dans laquelle vit cette femme, Hu Lanqi organise une association qui attire un millier de membres afin d'améliorer la vie des personnes âgées. Son lobbying pousse l'université du Sichuan à créer un centre de santé gériatrique et contribue à lever des fonds pour créer une maison de retraite de 80 lits.
Hu Lanqi meurt à Chengdu le 13 décembre 1994 à l'âge de 93 ans.

## Mémoires
Dans les années 1980, elle écrit un récit détaillé de sa vie, dans lequel elle revient sur ses choix politiques de jeunesse, se décrivant comme immature et motivée par « l’enthousiasme plutôt que l’analyse » ce qui la pousse à rejoindre n’importe quelle cause lui semblant juste. Elle considère que les Gardes rouges qui l’ont tourmentée pendant la Révolution culturelle étaient tout aussi immatures et facilement manipulables. Comme de nombreux auteurs après la Révolution culturelle, elle mentionne rarement Mao Zedong tout en faisant l'éloge de Zhou Enlai, opposant ainsi la vindicte de Mao à l'humanité du Premier ministre. Dans ses mémoires, elle critique explicitement la façon dont Chen Yi l'a traitée en 1949. 